# Werner Post
Werner Post (* 28. Januar 1940 in Balve im Sauerland; † 6. Mai 2018 in Bonn) war ein deutscher römisch-katholischer Theologe und Philosoph. Er wurde vor allem durch seine Studien zu Karl Marx bekannt.

## Leben
Nach seinem Abitur 1959 am Humanistischen Walram-Gymnasium in Menden und dem Studium der Philosophie, Theologie und Sozialwissenschaften zwischen 1959 und 1968 in Paderborn, Frankfurt (gastweise) und zuletzt München wurde er dort 1968 bei Karl Rahner zum Dr. phil. promoviert. Im selben Jahr ging er an die Pädagogische Hochschule Rheinland in Bonn und wurde dort Wissenschaftlicher Assistent und Dozent für Philosophie. Nach der 1976 erfolgten Habilitation (Venia legendi für Philosophie) wurde er 1986 Professor für Philosophie an der Pädagogischen Fakultät der Universität Bonn, dann ab 1987 an der Universität Dortmund. Am 1. Februar 2007 trat er in den Ruhestand. Werner Post verstarb am 6. Mai 2018 in Bonn, einen Tag nach dem 200. Geburtstag von Karl Marx.
Fachlicher Schwerpunkt der Arbeit Werner Posts war die Praktische Philosophie (Rechts- und Sozialphilosophie, Kritische Theorie, Religionsphilosophie, Ästhetik). Sein mit Alfred Schmidt verfasstes Werk Was ist Materialismus? wurde in mehrere Sprachen übersetzt.

## Schriften (Auswahl)
- Kritik der Religion bei Karl Marx. München: Kösel, 1969.
- Zusammen mit Iring Fetscher: Verdirbt Religion den Menschen? Marxistischer und christlicher Humanismus. Düsseldorf: Patmos, 1969.
- Kritische Theorie und metaphysischer Pessimismus. Zum Spätwerk Max Horkheimers München: Kösel 1971.
- Zusammen mit Alfred Schmidt: Was ist Materialismus? München: Kösel, 1975.
- Acedia – das Laster der Trägheit. Zur Geschichte der siebten Todsünde. Freiburg, Br.; Basel; Wien: Herder, 2011. ISBN 978-3-451-34116-8